# Lipsothrix apicifusca
Lipsothrix apicifusca är en tvåvingeart som beskrevs av Alexander 1957. Lipsothrix apicifusca ingår i släktet Lipsothrix och familjen småharkrankar. Inga underarter finns listade i Catalogue of Life.